# Troens Kirke
Troens Kirke (ungarsk: Hit Gyülekezete) er er stor kirke inden for pinsebevægelsen i Ungarn. Menigheden er en af Europas største pinsebevægelse-evangeliske kristne kirker og er landets fjerde mest støttede kirker (baseret på landets 1% skatteandel til kirker).
Troens Kirke accepterer resultaterne og spirituelle, moralske værdier fra den tidlige kristendom og reformationen, så vel som andre genoplivelsesbevægelser inden for kristendommen. Troens Kirke er en stærk fortaler for kristen zionisme og velkendt for dens engagement i at støtte staten Israel.